# Kathryn Immonen
Kathryn Immonen, pseudonimo di Kathryn Kuder (1971), è una fumettista canadese che ha scritto, tra gli altri, numerosi fumetti per la Marvel Comics dal 2007, spesso in collaborazione con suo marito Stuart.

## Carriera
La Immonen ha iniziato a lavorare per la Marvel Comics nel 2007, scrivendo una storia di Hellcat, disegnata da Stuart, per i primi quattro numeri di Marvel Comics Presents; a seguire nel 2008 una miniserie di cinque numeri Patsy Walker: Hellcat disegnata da David Lafuente.
Nel maggio 2009, la Immonen è diventata la sceneggiatrice della premiata serie Marvel Comics, Runaways, affiancata dall'artista Sara Pichelli.
Kathryn e Stuart Immonen hanno realizzato inoltre vari webcomic. Il loro primo webcomic è stato Never As Bad As You Think, pubblicato da Boom! Studios nel dicembre 2008. Il webcomic è stato seguito da Moving Pictures, che ha visto una ristampa cartacea da parte di Top Shelf Productions nell'aprile 2010. Quest'ultimo webcomic ha assunto un tono più oscuro rispetto all'umoristico Never As Bad As You Think, ambientato nella Francia degli anni '40 durante la seconda guerra mondiale e interpretato da un protagonista nazista.
La Immonen e il disegnatore Tonči Zonjić hanno collaborato alla miniserie della Marvel Heralds, con un cast di protagoniste tutto al femminile.
Nel gennaio 2011 è iniziata la pubblicazione della miniserie in quattro parti Marvel Comics Wolverine e Jubilee, con l'artista Phil Noto. Nel 2012, ha preso le redini della testata Journey into Mystery con il numero 646, rimpiazzando Loki con Sif come personaggio principale.

## Accoglienza
Nel 2015 è stata annoverata in una Top 25 delle sceneggiatrici di fumetti dalla testata Comic Book Resources.
L'AV Club ha descritto Moving Pictures come «esemplicativo del grande talento di scrittura rappresentato dalla Immonen».

## Opere

### DC Comics
- Flash vol.2 #226 (con Stuart Immonen, accreditata come Kathryn Kuder; novembre 2005)
- Superman 80-page Giant#1 one-shot (novembre 2010)

### Boom! Studios
- Never as bad as You Think (graphic novel) (con Stuart Immonen, ISBN 1-93450-673-7, gennaio 2008)

### Marvel Comics
- Patsy Walker: Hellcat (miniserie) (luglio 2008-novembre 2008)
- Runaways vol. 3  (agosto 2009-novembre 2009)
- Spider-Man: A Chemical Romance #1 (dicembre 2009)
- Marvel Heartbreakers, one-shot, (febbraio 2010)
- X-Men: Pixie Strikes Back (febbraio 2010-maggio 2010)
- Breaking Into Comics the Marvel Way! #1, "It's Not Lupus!" (marzo 2010)
- Girl Comics vol. 2 #2, "Good To Be Lucky" (maggio 2010)
- Heralds (giugno 2010)
- Wolverine and Jubilee (gennaio 2011-aprile 2011)
- X-Men: To Serve and Protect #4, "Queen, King, Off-Suit!" (febbraio 2011)
- Captain America and the First Thirteen, "Cherchez La Femme!" (marzo 2011)
- Avengers Origins: Thor, one-shot (novembre 2011)
- AVX: VS #1, "The Thing vs. Namor the Sub-Mariner", #6, "Science Battle!" (aprile, ottobre 2012)
- Avenging Spider-Man #7, "Wadjetmacallit?!" (maggio 2012)
- Journey into Mystery (novembre 2012-agosto 2013)
- A+X #5, "Epic Matryoshka" (marzo 2013)
- Ultron #1.AU (aprile 2013)
- Avengers Annual vol. 5 #1, "It's the most loneliest time of the year!" (dicembre 2013)
- Amazing X-Men vol. 2 #7, "No Goats, No Glory" (maggio 2014)
- Spider-Verse #2, "Anansi: A Spider in Sheep's Clothing" (gennaio 2015)
- Operation S.I.N. (gennaio-maggio 2015)
- Agent Carter: S.H.I.E.L.D. 50th Anniversary, one-shot (settembre 2015)

### Top Shelf Productions
- Moving Pictures (giugno 2010)